# 2 Bateria Pomiarów Artylerii
2 samodzielna bateria pomiarów artylerii (2 sbpa) – oddział artylerii Wojska Polskiego w II Rzeczypospolitej.

## Formowanie i zmiany organizacyjne
Zgodnie z planem rozbudowy artylerii pomiarowej z 1930 roku, w dniu 1 marca 1930 roku utworzono samodzielną baterię pomiarową artylerii w Wilnie. Baterię utworzono ze składu kadrowego dywizjonu artylerii pomiarowej w Toruniu. Do baterii w Wilnie z Torunia przeniesiono niezbędną kadrę pod dowództwem kpt. Witolda Grabińskiego i 24 szeregowych. Ponadto w marcu skierowano z 3 pac 60 rekrutów, przydzielono 12 koni pociągowych i 4 wierzchowe. Dodatkowo przydzielono do baterii 12 podoficerów zawodowych z jednostek artylerii OK III. Ustalono organizację baterii:
- drużyna dowódcy,
- pluton pomiarów wzrokowych
- pluton pomiarów dźwiękowych
- sekcja gospodarczo-administracyjna.

Stan osobowy baterii to 3 oficerów, 130 podoficerów i szeregowych. Bateria przydzielona została pod względem ewidencyjnym i mobilizacyjnym do 3 pac, a podporządkowana dowódcy Obszaru Warownego Wilno. W lipcu 1931 roku bateria otrzymała nazwę - 2 bateria pomiarów artylerii. 2 bpa posiadała niski stan oficerów i braki w zakresie środków transportu, nie posiadała w stanie pokojowym plutonu topograficzno-ogniowego, co ograniczało jej zakres prac i działań.

## Mobilizacja
Z uwagi na ww. braki w planie „W” możliwe było utworzenie tylko jednej bpa na stopie wojennej na bazie pokojowej 2 sbpa. W 1938 roku do 33 dywizjonu artylerii lekkiej przeniesiono mobilizację 2 bpa, gdzie miała zostać zmobilizowana w ramach I rzutu mobilizacji powszechnej w jej 7 dniu. Mobilizacja rozpoczęta została 31 sierpnia, a zakończona została 5 września 1939 roku. Mobilizowała się bez plutonu topograficzno-ogniowego. Dowódcą baterii pozostał kpt. Jerzy Brożyna. 

## Działania wojenne 2 bpa
Zgodnie z planem „Z” 2 bateria pomiarowa artylerii miła wejść w skład Armii „Prusy”, w nocy 5/6 września została załadowana do transportu kolejowego i rozpoczęła podróż do macierzystej armii na front. Z uwagi na zniszczenie linii kolejowej baterie wyładowano w miejscowości Czarna Woda i dalszy marsz odbyła pieszo do Białegostoku, gdzie przybyła 8 września. 10 września 2 bpa ponownie została załadowana do eszelonu kolejowego i wysłana w kierunku Bielska Podlaskiego. 11 września transport był atakowany przez lotnictwo niemieckie na stacji Strabla, w Bielsku transport ostrzelały 2 czołgi niemieckie. Poprzez Hajnówkę, Baranowicze, Sarny, Łunieniec 15 września bateria osiągnęła Brody. Po wyładunku przeszła w rejon pobliskich lasów. Następnie nocą 17/18 września wyruszyła w kierunku Złoczowa. We wsi Sokołów bateria rozbroiła grupę ukraińskich dywersantów. W nocy 18/19 września w rejonie Złoczowa 2 bateria złożyła broń przed napotkanym pododdziałem czołgów sowieckich maszerujących na Lwów. Cała 2 bpa została puszczona wolno, więc rozpoczęła marsz bez broni w kierunku Brzeżan, jednak wobec agresywnej postawy Ukraińców - zawróciła. W rezultacie po nadejściu innych jednostek sowieckich większość żołnierzy dostała się do niewoli sowieckiej. W trakcie wywózki w rejonie Zdołbunowa, część oficerów, podoficerów i szeregowych zbiegła. W zbrodni katyńskiej został zamordowany dowódca baterii i jeden z oficerów. W garnizonie pozostały nadwyżki mobilizacyjne 2 sbpa pod dowództwem ppor. Szpiganowicza, jego losy nie są znane.

## Żołnierze 2 bpa
Dowódcy baterii
- kpt./mjr Witold Grabiński (1 III 1930-16 I 1939)
- kpt. Jerzy Brożyna (17 I - 19 IX 1939)

Obsada personalna 2 bpa IX 1939
- dowódca baterii - kpt. Jerzy Brożyna
- oficer zwiadowczy - por. rez. Zygmunt Garwacki
- dowódca plutonu topograficzno-ogniowego - ogn. Kosicki
- dowódca plutonu wzrokowego - por. Kazimierz Lewakowski
  - oficer młodszy - ppor. rez. Witkowski
- dowódca plutonu dźwiękowego - por. Andrzej Gil
  - oficer młodszy - ppor. rez. Tadeusz Bejnar